# Progress M-19M
La missione Progress M-19M del programma russo Progress, registrata dalla NASA come missione 51P, è una missione di rifornimento della stazione spaziale internazionale completamente automatizzata, senza equipaggio a bordo.

## Lancio
La navicella è partita dal cosmodromo di Baikonur in Kazakistan il 24 aprile febbraio 2013 senza nessun ritardo, ed è stata lanciata fino in orbita da un razzo Sojuz-U. Una volta in orbita, abbandonato il razzo vettore, ha aperto correttamente i pannelli solari ma non l'antenna Kurs, portando qualche complicazione alla manovra di attracco.

## Attracco
L'operazione di attracco di questa missione è stata molto complicata a causa di una non corretta apertura dell'antenna Kurs. Questo evento ha ritardato l'attracco per due motivi:
1. il puntamento per il rendezvous automatico è stato compromesso;
2. l'antenna in quella posizione rischiava di collidere con l'antenna 4AO-BKA della ISS, rendendo necessaria un'EVA per la riparazione.

All'equipaggio è stato chiesto di fare attenzione durante la manovra se sentivano "rumori strani". Fortunatamente, non c'è stato nessun contatto tra le due antenne e la manovra si è conclusa con successo.

## Carico
Il carico consegnato è stato di circa 365 chili di carburante, 50 di ossigeno e aria, 410 di acqua e circa 1540 di pezzi di ricambio, strumenti scientifici e altri rifornimenti.

## Rientro
Il rientro ha liberato il posto nel modulo Zvezda per la navetta successiva ATV-004 Albert Einstein. Dopo aver abbandonato la stazione, la navetta Progress ha condotto un esperimento di osservazione radar della ionosfera, come effettuato precedentemente in molte altre missioni dello stesso programma.
Alla fine di questo esperimento, dopo una settimana circa, è entrata in un'orbita distruttiva, bruciando completamente sopra l'oceano pacifico.